# Římskokatolická farnost u kostela Nanebevzetí Panny Marie, Brno-Zábrdovice
Římskokatolická farnost u kostela Nanebevzetí Panny Marie, Brno-Zábrdovice je územním společenstvím římských katolíků v rámci brněnského děkanství brněnské diecéze s farním kostelem Nanebevzetí Panny Marie. Farnost má územní charakter a je vymezena konkrétními brněnskými ulicemi.

## Historie farnosti
První zmínka o Zábrdovicích, které vznikly okolo premonstrátského kláštera, je z roku 1237. Zakladatelem kláštera byl moravský šlechtic Lev z Klobouk, který na stavbu poskytl dělníky ze svého panství. Protože přišli zpoza Ždánického lesa, tedy zpoza nějakých brdů, začalo se jí říkat Zábrdovice. První premonstráti přišli roku 1209 ze Strahova a ke klášteru bylo připojeno rozsáhlé panství. Klášterním kostelem se nejdříve stal soukromý Lvův kostel svaté Kunhuty, kde se 15. května 1211 zúčastnili konsekrace Přemysl Otakar I. se svými synovci a čtyřletou neteří Alžbětou, kterou vyprovázel do Durynska coby nastávající choť lankraběte Ludvíka. Šlo o budoucí světici Alžbětu Durynskou.
Během uplynulých staletí byl klášter několikrát pobořen, vyloupen či vypálen (během napadení tatarskými vojsky ve 13. století, za husitských válek a nejvíce při obléhání Brna Švédy na konci třicetileté války.
Ve druhé polovině 17. století byl postavený na základech starého kostela kostel nový - na základě projektu vídeňského architekta Giovanniho Pietra Tencally. Osmnácté století znamenalo pro klášter velký rozkvět, ten však byl přerušen za panování Josefa II., kdy došlo ke zrušení kláštera a byla zde zřízena vojenská nemocnice, která dosud tomuto účelu slouží. Konventní chrám se pak stal kostelem farním.
Premonstráti ze Zábrdovic se následně zcela přesunuli do Kláštera v Nové Říši, kde již nějakou dobu fungovalo jimi spravované proboštství a kam část bratří přišla již 16. května 1641. Klášter v Nové Říši je tedy pokračovatelem kláštera zábrdovického a funguje dodnes.
Dne 13. května 1894 byla v zábrdovickém farním kostele pokřtěna Helena Kafková, budoucí blahoslavená sestra Marie Restituta Kafková popravená 30. března 1943 nacisty.

## Bohoslužby
| Kostel                         | Místo           | Bohoslužba (den)                                 | Hodina                                                          | Poznámka     |
| ------------------------------ | --------------- | ------------------------------------------------ | --------------------------------------------------------------- | ------------ |
| kostel Nanebevzetí Panny Marie | Brno-Zábrdovice | neděle pondělí úterý středa čtvrtek pátek sobota | 8.00,9.45 18.00 18.00 (pro děti) 18.00 18.00 (pro mládež) 18.00 | farní kostel |

## Duchovní správci
Farářem je R. D. Mgr. Jiří Rous.

## Primice
Ve farnosti slavil 4. července 2010 primiční mši svatou novokněz P. Jiří Bůžek.

## Aktivity ve farnosti
Farář Jiří Rous je zároveň je národním ředitelem pro pastoraci Romů v ČR při České biskupské konferenci. farnost díky sociálním pracovníkům a celé řadě dobrovolníků spolupracuje s Romy a snaží se je podporovat. V rámci Dětského domu Zábrdovice, který tvoří budova fary a přilehlá zahrada, zde funguje hudebna pro zkoušky romských kapel, sál využívaný jako nízkoprahová romská klubovna, zájmové kroužky pro romské děti a mládež a klub Asaben pro Romy-předškoláky.
Dnem vzájemných modliteb farností za bohoslovce a bohoslovců za farnosti brněnské diecéze je 27. květen. Adorační den připadá na 16. července.
Farnost se tradičně zapojuje do projektu Noc kostelů.
Ve farnosti se pravidelně koná tříkrálová sbírka. Při sbírce v roce 2016 se vybralo 81 633 korun.